# Província de Zagora
La província de Zagora (àrab: إقليم زاكورة, iqlīm Zāgūra; amazic estàndard marroquí: ⵜⴰⵙⴳⴰ ⵏ ⵜⵣⴰⴳⵓⵔⵜ, tasga n Tzagurt) és una de les províncies del Marroc, fins 2015 part de la regió de Souss-Massa-Draâ i actualment de la de Drâa-Tafilalet. Té una superfície de 22.215 km² i 283.368 habitants censats en 2004. La capital és Zagora.

## Divisió administrativa
La província de Zagora consta de 2 municipis i 22 comunes:
| Nom                  | Codi geogràfic | Tipus        | Llarss | Població (2004) | Estrangers | Nacionals | Notes |
| -------------------- | -------------- | ------------ | ------ | --------------- | ---------- | --------- | ----- |
| Agdz                 | 587.01.01.     | Municipi     | 1239   | 7951            | 6          | 7945      |       |
| Zagora               | 587.01.13.     | Municipi     | 4993   | 34851           | 17         | 34834     |       |
| Afella N'Dra         | 587.03.01.     | Comuna rural | 850    | 7170            | 0          | 7170      |       |
| Afra                 | 587.03.03.     | Comuna rural | 1074   | 8317            | 0          | 8317      |       |
| Ait Boudaoud         | 587.03.05.     | Comuna rural | 622    | 5293            | 0          | 5293      |       |
| Ait Ouallal          | 587.03.07.     | Comuna rural | 1065   | 9649            | 1          | 9648      |       |
| Mezguita             | 587.03.21.     | Comuna rural | 872    | 8234            | 0          | 8234      |       |
| N'Kob                | 587.03.25.     | Comuna rural | 969    | 6782            | 0          | 6782      |       |
| Oulad Yahia Lagraire | 587.03.27.     | Comuna rural | 1044   | 10621           | 0          | 10621     |       |
| Taghbalte            | 587.03.31.     | Comuna rural | 939    | 8867            | 0          | 8867      |       |
| Tamezmoute           | 587.03.37.     | Comuna rural | 1216   | 10462           | 0          | 10462     |       |
| Tansifte             | 587.03.39.     | Comuna rural | 1583   | 12110           | 1          | 12109     |       |
| Tazzarine            | 587.03.41.     | Comuna rural | 1713   | 13721           | 0          | 13721     |       |
| Bleida               | 587.09.09.     | Comuna rural | 483    | 4640            | 0          | 4640      |       |
| Bni Zoli             | 587.09.11.     | Comuna rural | 1779   | 18399           | 1          | 18398     |       |
| Bouzeroual           | 587.09.13.     | Comuna rural | 1054   | 10060           | 1          | 10059     |       |
| Errouha              | 587.09.15.     | Comuna rural | 964    | 9492            | 0          | 9492      |       |
| Fezouata             | 587.09.17.     | Comuna rural | 839    | 8281            | 0          | 8281      |       |
| Ktaoua               | 587.09.19.     | Comuna rural | 1221   | 11157           | 0          | 11157     |       |
| M'Hamid El Ghizlane  | 587.09.23.     | Comuna rural | 1088   | 7764            | 5          | 7759      |       |
| Taftechna            | 587.09.29.     | Comuna rural | 601    | 4787            | 0          | 4787      |       |
| Tagounite            | 587.09.33.     | Comuna rural | 2210   | 17553           | 0          | 17553     |       |
| Tamegroute           | 587.09.35.     | Comuna rural | 2072   | 19560           | 0          | 19560     |       |
| Ternata              | 587.09.43.     | Comuna rural | 1538   | 14185           | 0          | 14185     |       |
| Tinzouline           | 587.09.45.     | Comuna rural | 1453   | 13462           | 0          | 13462     |       |

Ais de les comunes formen part d'àrees de nomadisme: M'Hamid El Ghizlane, Tagounite, Ktaoua, Aït Boudaoud, Tazarine i N'Kob.